# Municipio de Tomahawk
El municipio de Tomahawk (en inglés: Tomahawk Township) es un municipio ubicado en el condado de Searcy en el estado estadounidense de Arkansas. En el año 2010 tenía una población de 574 habitantes y una densidad poblacional de 4,09 personas por km².

## Geografía
El municipio de Tomahawk se encuentra ubicado en las coordenadas 36°2′13″N 92°42′57″O / 36.03694, -92.71583. Según la Oficina del Censo de los Estados Unidos, el municipio tiene una superficie total de 140.33 km², de la cual 139,24 km² corresponden a tierra firme y (0,78 %) 1,09 km² es agua.

## Demografía
Según el censo de 2010, había 574 personas residiendo en el municipio de Tomahawk. La densidad de población era de 4,09 hab./km². De los 574 habitantes, el municipio de Tomahawk estaba compuesto por el 96,34 % blancos, el 1,39 % eran amerindios, el 0,17 % eran asiáticos y el 2,09 % eran de una mezcla de razas. Del total de la población el 0 % eran hispanos o latinos de cualquier raza.